# Гварене (Кунео)
Гварене (итал. Guarene) је насеље у Италији у округу Кунео, региону Пијемонт.
Према процени из 2011. у насељу је живело 756 становника. Насеље се налази на надморској висини од 348 м.

## Становништво
| 1931. | 1936. | 1951. | 1961. | 1971. | 1981. | 1991. | 2001. | 2011. |
| ----- | ----- | ----- | ----- | ----- | ----- | ----- | ----- | ----- |
| 2.566 | 2.530 | 2.246 | 1.964 | 2.043 | 2.290 | 2.546 | 3.018 | 3.435 |